# Teufelskamp
Der Teufelskamp ist eine 3511 m ü. A. hohe Graterhebung im Glocknerkamm der Glocknergruppe. Er liegt an der Grenze zwischen den österreichischen Bundesländern Tirol und Kärnten. Der Kamp ist eine völlig von Gletschern umgebene Erhebung, auch sein Gipfelpunkt liegt unter Firn verborgen. Er ist der westliche Punkt des auslaufenden Nordwestgrat der Glocknerwand und des Großglockners. Nach Osten sendet er einen ausgeprägten eisbedeckten Grat aus, die sogenannte Eisnase. Die Nordostwand des Teufelskamps ist ein steiler, äußerst gefährlicher Hängegletscher mit Séracs, gefürchteten, aus Gletschereis gebildeten Türmen, die ein Durchkommen unmöglich machen. Die Südwestflanke dagegen ist nur schwach geneigt und leicht zu begehen. Nach Osten hin bietet der Berg eine, laut Literatur, atemberaubende Aussicht.
Zuerst bestiegen wurde der Teufelskamp am 27. August 1868 von dem Prager Kaufmann und Alpinisten Johann Stüdl und den Bergführern Thomas und Peter Groder aus Kals am Großglockner. Den Namen „Teufelskamp“ erhielt der Berg von Johann Stüdl und seinen Begleitern, weil sie hier vergeblich nach einem Übergang hinunter zur Pasterze suchten und an den Séracs scheiterten. Erst am 26. Juli 1926 gelang es Hubert Peterka und Fritz Herrmann einen Übergang zu finden, sie mussten allerdings ein Biwak auf dem Gipfel einlegen, bevor sie den Abstieg durch die Ostwand des Teufelskamps angehen konnten.

## Umgebung

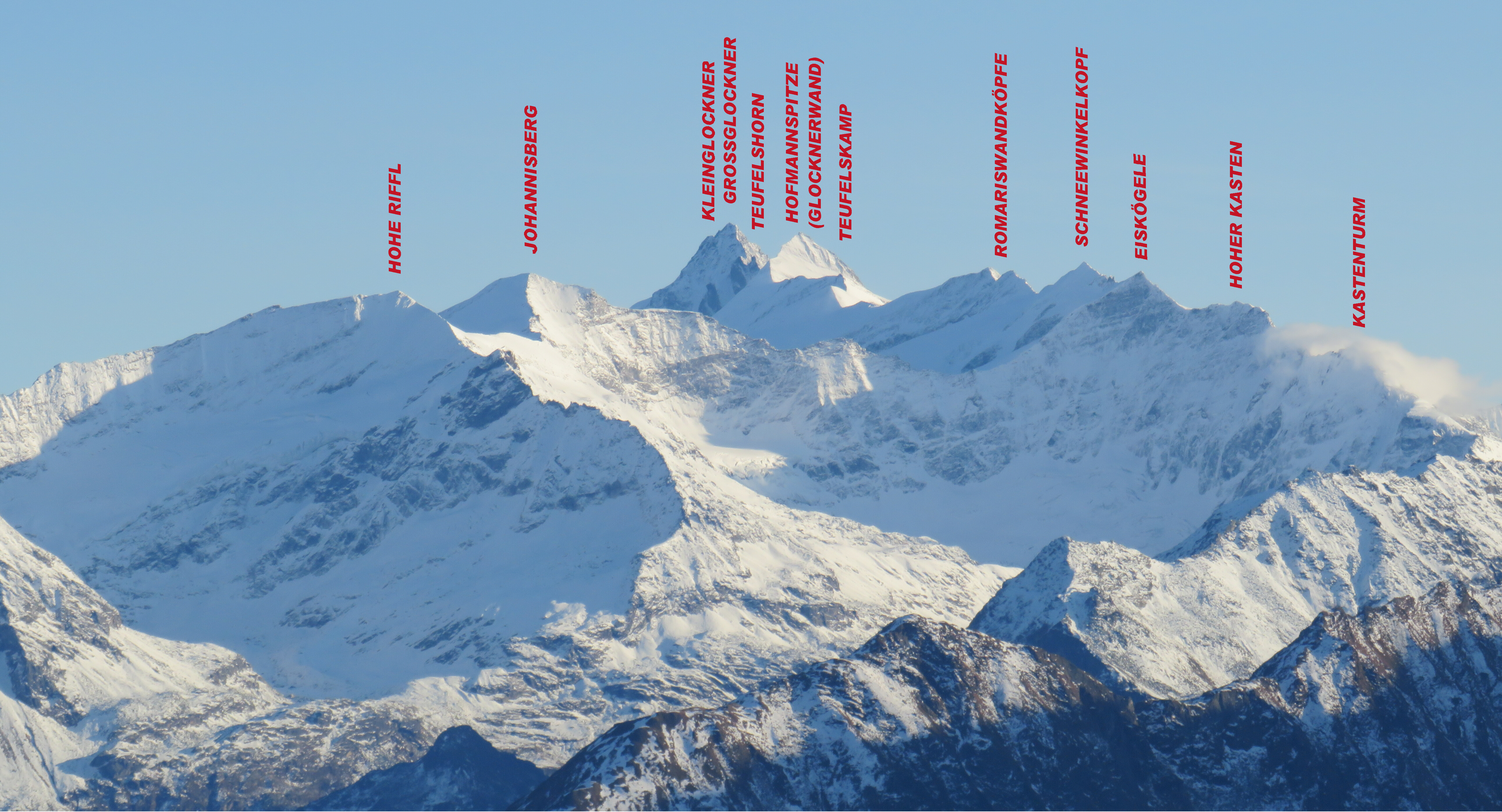
Lage des Teufelskamp im Tauernhauptkamm bzw. dem Glocknerkamm gesehen von Nordwesten, mittig vorne das Ödenwinkelkees, links Oberes Rifflkees, Unteres Rifflkees und Rifflkarkees

Der vollständig von Gletschern umgebene Berg liegt im nordwestlichen Teil des Glocknerkamms. Im Nordosten, unterhalb des hängenden, bis zum Gipfel reichenden Teufelskampkees liegt die Pasterze, der größte Gletscher der Ostalpen. Im Süden, Westen und Norden umschließt das im oberen Teil flach geneigte Fruschnitzkees bis zu einer Höhe von 3480 Metern den Kamp. Benachbarte Berge sind im Verlauf des Nordwestgrats, getrennt durch den Romariswandsattel auf 3426 Metern Höhe, der 3511 Meter hohe Romariswandkopf und der Schneewinkelkopf mit 3476 Metern Höhe. Im Südosten, Richtung Großglockner, liegt, getrennt durch den Teufelskampsattel (3503 m), die 3711 Meter hohe Hofmannspitze, der westlichste Gipfelgratturm der Glocknerwand. Nächste bedeutende Siedlungen sind im Südwesten das 9 Kilometer Luftlinie entfernte Großdorf im Tiroler Kalser Tal und das 12 Kilometer westlich gelegene Winkl bei Heiligenblut in Kärnten.

## Stützpunkte, Übergänge und Routen
Der Weg der Erstbesteiger von 1868 begann an der südlich gelegenen, gerade im Bau befindlichen Stüdlhütte, auf 2802 Metern Höhe, die von Johann Stüdl in Auftrag gegeben und finanziert wurde und führte über das Teischnitzkees über den Nordwestrücken zum Gipfel. Der Teufelskamp ist nur als Hochtour mit entsprechender Ausrüstung und Gletschererfahrung zu besteigen. Als Stützpunkt dient auch heute noch die Stüdlhütte. Der Normalweg (leichtester Anstieg), auch der Weg Stüdls und seiner Gefährten, führt von der Hütte aus in nördlicher Richtung hinauf zur sogenannten Schere an der Gletscherzunge des Teischnitzkess, dann westlich unterhalb des Luisengrats entlang bis zur Höhe der Luisenscharte und weiter in nordnordwestlicher Richtung zum Romariswandsattel und über den Nordwestrücken zum Gipfel in einer Gehzeit von etwa 2½ Stunden im Schwierigkeitsgrad UIAA I. Der heute beliebteste Anstieg jedoch erfolgt über die Eisnase, dem östlichen Firngrat und bietet eine leichte Gratbegehung.